# 劉光 (嘉靖進士)
劉光（1539年—1570年），字子晉，號璞陽，河南南陽府南陽縣民籍順天府順義縣人，明朝政治人物。

## 生平
嘉靖四十三年（1564年）甲子科河南鄉試第二十五名舉人。嘉靖四十四年（1565年）中式乙丑科會試第二百九名，二甲第四十八名進士。大理寺观政，本年十月授南户部主事，隆慶三年（1569年）六月升南刑部员外，四年卒。

## 家族
曾祖劉震，千戶；祖父劉鉞；父劉學，母楊氏；繼母張氏。弟刘炅、劉時、刘耀、刘春。